# کرخ
کَرْخ (به عربی: الكرخ) محله‌ای قدیمی در باختر شهر بغداد است. کرخ در کرانه باختری رود دجله واقع شده و از مناطق سنی‌نشین بغداد است. امروزه نیمهٔ باختری بغداد را کرخ و نیمهٔ خاوری آن را رصافه می‌نامند.

## تاریخچه
محلهٔ کرخ یازده سال پس از بنای بغداد شکل گرفت. ابتدا بازارهای بغداد و به تدریج، منازل مسکونی بازاریان نیز به کرخ منتقل شد. بازار کرخ همواره رو به رشد بود تا جایی که در اوایل قرن سوم هجری کرخ به آبادترین و مهم‌ترین محله بغداد تبدیل شد.

### سده‌های چهارم و پنجم هجری
کرخ در سده‌های چهارم و پنجم هجری نقشی مهم در تاریخ تشیع ایفا کرد و یکی از کانون‌های برجسته در تاریخ تشیع بود. در این مقطع زمانی عالمان بزرگ و صاحبان آثار برجسته‌ای چون صاحبان کتب اربعه و همچنین شیخ مفید سید مرتضی و سید رضی در بغداد و به خصوص محله کرخ می‌زیستند.
در ابتدای قرن چهارم هجری، کرخ گرفتار مشکلات اقتصادی و امنیتی بسیاری شد و آتش‌سوزی‌های متعدد و درگیری‌های طایفه‌ای و مذهبی فراوانی در این محله رخ داد. این درگیری‌ها در دوران آل بویه بیشتر شد و کرخ بیش از جاهای دیگر صحنه درگیری بود. این کشمکش‌ها موجب ناامنی، خرابی، رکود اقتصادی و در نتیجه کم شدن ساکنان کرخ شد. عضدالدوله دیلمی عمران و آبادی و امنیت را دوباره به کرخ بازگرداند، ولی این آبادانی و امنیت همیشگی نبود و درگیری، تخریب و آتش‌سوزی دوباره کرخ را فرا گرفت این درگیری‌ها در اواخر دوران آل بویه که دوران ضعف و سستی آنان بود، بیشتر شد در دوران سلطه سلجوقیان بر بغداد نیز وضع بهتر نشد و آنان به آزار مردم پرداختند.